# Roccavivara
Roccavivara är en ort och kommun i provinsen Campobasso i regionen Molise i Italien. Kommunen hade 741 invånare (2018).